# Al-Riffa Sports Club
Al-Riffa Sports Club (Arabisch: نادي الرفاع) is een Bahreinse voetbalclub uit de stad Riffa. De club werd in 1953 opgericht door de toenmalige eerste minister van Bahrein als West Riffa. In 2002 fuseerde de club met Zalaq en ging onder de huidige naam verder. De club speelt in de Premier League, de hoogste voetbaldivisie van Bahrein. De club deelt hun stadion met vier andere Bahreinse voetbalclub. Riffa Club is na Muharraq Club de succesvolste club in Bahrein met 13 titels.

## Palmares
- Premier League

Winnaars (4) : 1982, 1987, 1990, 1993, 1997, 1998, 2000, 2003, 2005, 2012, 2014, 2019, 2021, 2022
- Bahrein King's Cup: 6

1973, 1985, 1986, 1998, 2010, 2019.
- Bahrein FA Cup: 4

2000, 2001, 2004, 2014.
- Bahrein Crown Prince Cup: 4

2002, 2003, 2004, 2005.

### AFCcompetities
- AFC Champions League : 2 deelnames

1988 : Groepsfase
2004 : Groepsfase

## Bekende (oud-)spelers
- Tom van Bergen
- Joh van Zoest